# Galiteuthis armata
Galiteuthis armata é uma espécie de molusco pertencente à família Cranchiidae.
A autoridade científica da espécie é Joubin, tendo sido descrita no ano de 1898.
Trata-se de uma espécie presente no território português, incluindo a zona económica exclusiva.